# Electrocrunoecia turbata
Electrocrunoecia turbata is een fossiele soort schietmot uit de familie Lepidostomatidae.